# Czudź
Czudź, Czudowie (ros. чудь) – określenie plemion ugrofińskich stosowane przez plemiona wschodniosłowiańskie.

## Czudź wPowieści lat minionych
Nestor w Powieści lat minionych na początku przytacza legendę o podziale świata przez synów Noego. Jafetowi przypadły w udziale państwa północne i zachodnie:
„W Jafetowym zaś dziale siedzą: Ruś, Czudź i wszelkie ludy: Mera, Muroma, Weś, Mordwa, Czudź Zawołocka, Permianie, Peczera, Jamianie, Jurga, Litwa, Zemigoła, Korś, Letygoła, Liwowie. Lachowie zaś i Prusowie, i Czudowie przytykają ku Morzu Wareskiemu”.
Pod rokiem 859 Nestor informuje, że Waregowie zza morza ściągali daninę między innymi z Czudów. Wysokość jej wynosiła srebrną monetę i wiewiórkę od dymu. Następna wzmianka pojawia się pod rokiem 980, kiedy Włodzimierz Wielki zamierza najechać Połock. Część jego wojska stanowili Czudowie. Pod rokiem 1030 występuje wzmianka o zwycięstwie Jarosława Mądrego nad Czudami. Na ich terytorium książę założył gród Jurjew.

## Identyfikacja Czudzi
Pod koniec XIX wieku historyk Siergiej Sołowjow wysnuł hipotezę, że Czudź, wspomniana w opowiadaniu o powołaniu Ruryka w Powieści lat minionych to Wotowie, których potomkowie zamieszkali nad Narwą. Do 1917 roku w Imperium Rosyjskim istniała oficjalna nazwa Czudź na określenie Wepsów.
Udmurci mają nazwy rodowe Czudja, Szudja, Czudna (Чудъя, Шудья, Чудна). Komiacy określali nazwą Czudź swoich nieochrzczonych przodków. Nad Kamą zachowały się legendy o starożytnym narodzie Czudzi. W języku rosyjskim utrwaliło się kilka zwrotów ze słowem Czudź: Czudź Białooka, Czudź Zawołocka – zwrot używany obecnie na określenie przodków Komiaków, Czudź Pskowska – ludność Setu zamieszkała w rejonie Peczorów obwodu pskowskiego. W roku 2002 Czudź jako samodzielna narodowość została wpisana do Rejestru narodowości i języków Federacji Rosyjskiej pod numerem 351. Obecnie z Czudzią identyfikują się małe grupy narodowości ugrofińskiej, zamieszkujące rejon pinieski w obwodzie archangielskim. Obszar ten jest endonimem z początku XX wieku.